# Alte Kirchstraße 6 (Barleben)

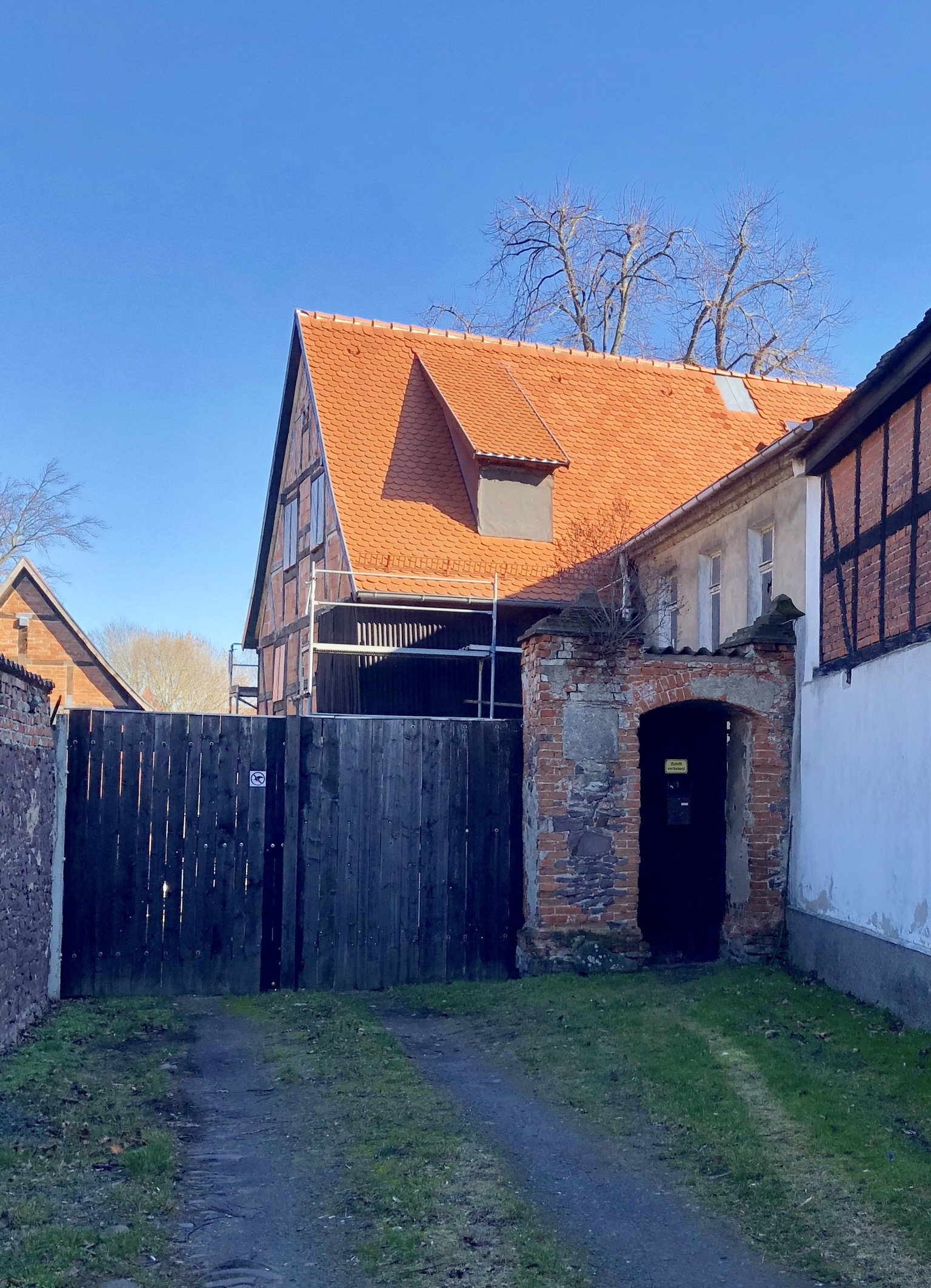
Alte Kirchstraße 6

Das Gebäude Alte Kirchstraße 6 ist ein denkmalgeschütztes Wohnhaus in Barleben in Sachsen-Anhalt.

## Lage
Es befindet sich auf der Ostseite der Alten Kirchstraße, etwas südlich der Kirche St. Peter und Paul.

## Architektur und Geschichte
Das große zweigeschossige Haus wurde etwa im späten 18. oder frühen 19. Jahrhundert in Fachwerkbauweise errichtet. Markant am Fachwerk sind die an den Gebäudeecken eingesetzten Eckstreben. Das Haus entstand als Wohnhaus eines mittleren Bauern. Der Bau ist weitgehend original erhalten, wohl in den 2010er Jahren fand eine Sanierung des Hauses statt.
Im örtlichen Denkmalverzeichnis ist das Wohnhaus unter der Erfassungsnummer 094 15925 als Baudenkmal verzeichnet.
In der Vergangenheit bestand für das Anwesen die Adressierung Kirchstraße 45.